# Mitsubishi Electric
Mitsubishi Electric je elektrotechnické odvětví společnosti Mitsubishi, založena v roce 1921.

## Výrobní program
- Vesmírné systémy
- Klimatizační systémy
- Výrobky pro domácnost
- Tovární automatizační systémy
- Automobilové vybavení
- Stavební systémy
- Energetické systémy
- Polovodiče a zařízení
- Vizuální informační systémy
- Dopravní systémy
- Informační a komunikační systémy
- Veřejné systémy

## Historie

### 20. léta 20. století
- Společnost Mitsubishi Electric Corporation byla založena se splaceným kapitálem ve výši 15 milionů jenů. (1921)
- Vyrobeno přibližně 10 000 elektrických ventilátorů(1921-1923).
- Podepsána dohoda o technologických licencích se společností Westinghouse Electric International(1923).
- Byl vyroben první hydraulický generátor s vertikální nápravou Mitsubishi (2 300 kVA) (1924).
- Dokončena první tuzemská železniční trafostanice pro železnici Odawara Kyuko. (1928)

### 30. léta 20. století
- První jističe na trhu, vyráběné bez pojistek a nebo s pojistkami, vyrobené v tuzemsku (15 až 35 ampér) (1933)
- Doručil první eskalátor Mitsubishi. (1935)
- Dorazil první výtah Mitsubishi. (1935)
- Kótované na tokijské burze. (1937)
- Nainstalováno první zařízení na výrobu elektrické energie Mitsubishi. (1938)